# Spaltbruchspannung
Die Spaltbruchspannung  σf*  ist eine kritische Zugspannung, bei der es örtlich zu einem Spaltbruch kommen kann.
Im Spannungs-Temperatur-Diagramm wird der Schnittpunkt der Spaltbruchspannung mit der Streckgrenze Re als Übergangstemperatur Tü bezeichnet. Oberhalb dieser Temperatur kann es keinen Sprödbruch mehr geben, stattdessen stellt sich eine plastische Verformung des Werkstoffs ein und es kommt zum Spaltbruch.